# Зауэрвайн, Георг
Георг Зауэрвайн, употребляются также другие варианты — Юро Зуровин, Юргис Зауэрвяйнас (псевдоним — Гиренас) (нем. Georg Sauerwein, в.-луж. Juro Surowin, лит. Jurgis Zauerveinas, Girėnas, 25 января 1831 года, Ганновер, Германия — 16 декабря 1904 года, Осло, Норвегия) — немецкий философ, полиглот, культурный и общественный деятель, переводчик, публицист и поэт.

## Биография
Родился 25 января 1831 года в семье лютеранского священника сорбского (серболужицкого) происхождения. С 1841 года обучался в средней школе в Гронау, где его отец был настоятелем местного лютеранского прихода. Изучал лингвистику и философию в Гёттингенском университете. Изучал также физику, химию и ботанику. Через три года прервал своё обучение и переехал в Великобританию, где стал заниматься изучением языков. В 1855 году в возрасте 24 лет опубликовал англо-турецкий словарь. С 1857 года был частным учителем княгини, будущей писательницы и королевы Румынии Элизаветы фон Нойвид. С 1856 года по 1896 год работал добровольцем-переводчиком в Британском библейском обществе. Занимался переводом Библии на различные языки и диалекты. В 1873 году получил научную степень доктора философии в Гёттингенском университете. С 1874 года проживал в Норвегии, где занимался популяризацией норвежского языка. В 1885 году издал сборник стихотворений на норвежском языке «Frie Viso ifraa Vigguin» (Вольные песни с гор).
Писал на 30 языках, разговаривал на 62 языках, в различной степени знал около 200 языков и диалектов. Выступал в защиту национальных и культурных прав армян, поляков, болгар, финнов и лужичан. В 1877 году написал на верхнелужицком языке сборник стихотворений «Serbske stucki».
В 1875 году проживал в Мемеле, где изучал литовский язык. Вместе с литовскими общественными деятелями выступал за права литовского языка и литовцев в Восточной Пруссии. Основал в Тильзите Литовское литературное общество (Lietuvių literatūros draugija), членами которого стали известные европейские лингвисты, в частности Адальберт Беценбергер, Филипп Фортунатов, Эдуардас Гизявиюс, Ян Карлович, Иван Бодуэн де Куртенэ и Георг Нессельман. Написал на литовском языке песню «Lietuviais esame mes gimę» (Литовцами мы родились), которая стала в Восточной Пруссии гимном местных литовцев. В 1883 году перевёл на литовский язык отрывок из «Гамлета». В 1879 и 1881 годах участвовал на выборах в депутаты Прусского ландтага как представитель литовского национального меньшинства. В 1898 году пытался стать депутатом от округа Тильзит-Рагнит.
Был членом Европейского союза пацифистов. В 1898 году опубликовал сборник стихотворений на пацифистские темы на немецком и французском языках.
Скончался 16 декабря 1904 года в Осло. Был похоронен на кладбище Ледер в городе Гронау.

## Сочинения
- A Pocket Dictionary of the English and Turkish Languages. Williams & Norgate, London 1855
- Serbske stucki. Monse, Budyšin 1877
- Spreewälder Kaiserlied, welches die Jungfrauen-Deputation aus dem Spreewalde Ihrer Majestät der Kaiserin von Deutschland und die Königin vom Preussen und Seiner Kaiserlichen Hoheit dem Kronprinzen des Deutschen Reiches in Berlin überreichte. Schmaler, Bautzen 1878
- Wélgi zescźonemu a lubemu Kněsoju Janoju Postoju … na Jogo rědny 50lětny Sswěźeń. Schischeź Ssmoleréjz knigłyschischeźaŕńe, Budyschyŕe 1884
- Frie Viso ifraa Vigguin sungje i Nørdre-Gudbrandsdalsk Dølamaal. Cammermeyer, Kristiania 1885
- Die Littauische Frage einiger Zeitungen mit einer deutschen und littauischen Antwort. Voska, Tilsit 1888
- Le Livre des Salutations adressées aux Nations Orientales et Occidentales composé pour le VIIIième Congrès des Orientalistes qui se réunira à Stockholm en 1889. Drugulin, Leipzig 1888
- Au dernier Moment. Postscriptum du Livre des Salutations adressé au Congrès des Orientalistes. Drugulin, Leipzig 1889
- West-östliches Stammbuch. Zu Mirza Schaffy’s siebzigstem Geburtstage 22. April 1889. Drugulin, Leipzig 1889
- Immanuel Kant und Ludwig Windthorst in Bezug auf angemessene Behandlung und angemessenen Unterricht eines fremdsprachigen Volks und die schulseitige Bekämpfung des Socialismus. Tønsbergs Bogtrykkeri, Christiania 1891
- Ueber einige Verirrungen und Mißgriffe neuester Cultur. Ein Hülferuf zu Gunsten vieler armen Kinder und Eltern an die große deutsche Nation. Mauderode, Christiania, Omtvedt und Tilsit 1891
- Grenzwächters Sonette über Reden und Schweigen. [Ohne Verlag], [Ohne Ort] 1893
- Im Tode das Leben. Gedicht aus dem Trauermonat März 1864. [Ohne Verlag], [Ohne Ort] 1894
- Ueber littauisches Volksthum und littauische Volkstracht. Culturgeschichtliches Gespräch zwischen den Herren Germanus und Lithuanus, veranlaßt durch die Minzloff’schen Littauer-Photographien und zur Erläuterung derselben. Mauderode, Tilsit 1894
- Drei patriotische Reden aus dem schönen Jahre 1871, gehalten an Kaisers Geburtstag, am Friedensfest und beim Einzug der Krieger zu Gronau a. d. Leine. Gerstenberg, Hildesheim 1896
- Skyrimo Draugystės Vyriausybė. Mielieji skyrėjai lietuvininkai. [Ohne Verlag], Tilsit 1898
- From Árya to Eire, from Mánu to Man. The Queen Victoria Birth-Day Polyglot Peace Album. The Nations' Undiplomatic Concert of Languages. Polyglot Peace Album in Memory of the 80th Birth-Day of Her Majesty Queen Victoria Empress of India Jaitrigrantha. Drugulin, Leipzig 1899
- Sprogstudier og skaldskab i fredssagens tjeneste. (Foredrag af dr. G. Sauerwein i fredsforeningen paa Nobeldagen.) Cammermeyer, Christiania 1903
- Laetare. A Congratulation to Kymdeithas on the occasion of her first centenary as being also the most genuine missionary society, the most promising peace society and the greatest linguist in the world by Pacificus. Aktie-Trykkeriet, Kristiania 1904